# Моріс Маніфіка
Моріс Маніфіка  (фр. Maurice Manificat, 4 квітня 1986) — французький лижник, олімпійський медаліст.
Бронзову олімпійську медаль Маніфіка виборов на Іграх 2014 року в Сочі в складі французької естафетної команди.

## Виступи на Олімпійських іграх
| Рік  | Вік | 15 км | Скіатлон 15 км | 50 км мас-старт | Спринт | Естафета 4 × 5 км | Командний спринт |
| ---- | --- | ----- | -------------- | --------------- | ------ | ----------------- | ---------------- |
| 2010 | 23  | 6     | 26             | —               | —      | 4                 | —                |
| 2014 | 27  | —     | 8              | 43              | —      | Бронза            | —                |
| 2018 | 31  | 5     | 5              | —               | —      | Бронза            | Бронза           |
| 2022 | 35  | 12    | —              | —               | —      | Бронза            | —                |

## Виступи на чемпіонатах світу
| Рік  | Вік | 10 км  | Скіатлон 15 км | 50 км мас-старт | Спринт | Естафета 4 × 5 км | Командний спринт |
| ---- | --- | ------ | -------------- | --------------- | ------ | ----------------- | ---------------- |
| 2009 | 22  | —      | 47             | —               | —      | —                 | —                |
| 2011 | 24  | 6      | 22             | 45              | —      | 11                | —                |
| 2013 | 26  | 18     | 21             | 24              | —      | 9                 | 6                |
| 2015 | 28  | Срібло | 5              | 14              | —      | Бронза            | —                |
| 2017 | 30  | 23     | 14             | 9               | —      | 7                 | —                |
| 2019 | 32  | 25     | —              | —               | —      | Бронза            | —                |
| 2021 | 34  | 16     | —              | 26              | —      | Бронза            | —                |

## Зовнішні посилання
- Досьє на sport.references.com [Архівовано 15 грудня 2012 у Wayback Machine.]